# مایکل ون در ولوتن
مایکل ون در ولوتن (انگلیسی: Maikel van der Vleuten؛ زادهٔ ۱۰ فوریهٔ ۱۹۸۸) ورزشکار اهل پادشاهی هلند است.
وی در مسابقات کشوری و بین‌المللی در مجموع برندهٔ ۲ مدال طلا، ۱ مدال نقره شده‌است.